# Lengua de señas maya yucateca
La lengua de señas maya yucateca es una lengua de señas usada por comunidades mayas.

## Origen
Surge en 1930 con una mujer originaria de la comunidad Chicán, comisaría de Tixméuac. La cual creó la lengua para comunicarse con su hijo Teodoro Colli. Por tanto, es una lengua emergente que apareció de forma espontánea, con el objetivo de poder dar una alternativa para las personas sordas. Esta lengua se caracteriza por compartir un trasfondo con la cultura maya yucateca. Diferenciándose de la lengua de señas mexicana por las señas fluidas y con una esencia representativa de la amplia conexión e importancia de los indígenas con la tierra.

## Importancia
Es hablada por toda la localidad, en donde se encuentran 705 habitantes, de los cuales 17 son sordos.Aunque la población no es tan pequeña, la lengua esta en peligro de desaparición, ya que pertenece al grupo de lenguas de señas emergentes lo cual limita las posibilidades de poder ser adaptada a más partes del país.
Esta lengua podría ser reconocida como la primera lengua de señas emergente en México que obtenga un reconocimiento oficial.Desde 2009, Olivier Le Guen ha hecho una ardua investigación junto con un equipo de trabajo, en donde no solo se investiga el fenómeno, sino también, se busca la preservación y el reconocimiento mediante un proyecto apoyado por el Consejo Nacional de Humanidades, Ciencia y Tecnología (Conahcyt) y el Centro de Investigaciones y Estudios Superiores de Antropología Social (CIESAS). En donde como resultado se ha obtenido la extensión de esta lengua hacia las comunidades vecinales, tales como Nohkop y Trascorral.

## La cultura Maya
En Yucatán habitan 2,320,898, colocando al estado en el lugar 22 a nivel nacional por su número de habitantes.  
La cultura maya es una de las reconocidas de la antigua Mesoamérica, se desarrolló en territorios que hoy comprenden México, Belice, Honduras, El Salvador y Guatemala. Contando con varios sitios arqueológicos, pinturas murales, códices y un sistema social, lingüístico y de escritura consolidado.